# Mohamed Safwat
Mohamed Safwat (arabisch محمد صفوت, DMG Muḥammad Ṣafwat; * 19. September 1990 in al-Mansura) ist ein ägyptischer Tennisspieler.

## Karriere
Mohamed Safwat spielt hauptsächlich auf der ATP Challenger Tour und der ITF Future Tour. Er konnte bislang 13 Einzel- und vier Doppelsiege auf der Future Tour feiern. Auf der Challenger Tour gewann er bis jetzt das Doppelturnier in Mohammedia im Jahr 2014.
Zum 16. Dezember 2013 durchbrach er erstmals die Top 200 der Weltrangliste im Einzel und seine höchste Platzierung war der 187. Rang im März 2014.
Mohamed Safwat spielt seit 2009 für die ägyptische Davis-Cup-Mannschaft. Für diese trat er in 13 Begegnungen an, wobei er im Einzel eine Bilanz von 9:7, im Doppel eine Bilanz von 4:2 aufzuweisen hat.

## Erfolge
| Legende (Anzahl der Siege)  |
| Grand Slam                  |
| ATP World Tour Finals       |
| ATP World Tour Masters 1000 |
| ATP World Tour 500          |
| ATP World Tour 250          |
| ATP Challenger Tour (4)     |

### Einzel

#### Turniersiege
| Nr. | Datum           | Turnier    | Belag     | Finalgegner | Ergebnis  |
| --- | --------------- | ---------- | --------- | ----------- | --------- |
| 1.  | 9. Februar 2020 | Launceston | Hartplatz | Alex Bolt   | 7:65, 6:1 |

### Doppel

#### Turniersiege
| Nr. | Datum              | Turnier    | Belag | Partner           | Finalgegner                       | Ergebnis         |
| --- | ------------------ | ---------- | ----- | ----------------- | --------------------------------- | ---------------- |
| 1.  | 20. Juni 2014      | Mohammedia | Sand  | Fabiano de Paula  | Richard Becker Élie Rousset       | 6:2, 3:6, [10:6] |
| 2.  | 16. Oktober 2015   | Casablanca | Sand  | Laurynas Grigelis | Thiemo de Bakker Stephan Fransen  | 6:4, 6:3         |
| 3.  | 17. September 2016 | Meknès     | Sand  | Luca Margaroli    | Pedro Martínez Oriol Roca Batalla | 6:4, 6:4         |